# Octogonade mediterranea
Octogonade mediterranea is een hydroïdpoliep uit de familie Tiaropsidae. De poliep komt uit het geslacht Octogonade. Octogonade mediterranea werd in 1896 voor het eerst wetenschappelijk beschreven door Zoja. 